# African Football League
A African Football League (AFL; em português: Liga Africana de Futebol), foi uma competição anual continental de futebol de clubes administrada pela CAF que começou em outubro de 2023. Foi anunciado em 28 de novembro de 2019 por Gianni Infantino, presidente da FIFA. Foi inicialmente lançado como African Super League em 10 de agosto de 2022 e deveria incluir vinte e quatro clubes africanos de elite com um sistema de promoção e rebaixamento, mas foi reduzida para oito equipes para sua temporada inaugural. A competição não foi continuada desde a temporada de 2023.
A essência da realização deste torneio são os enormes retornos financeiros, projetados para exceder US$ 100 milhões, a serem usados para desenvolver e melhorar estádios, infraestrutura e a promoção do futebol africano.

## História
Gianni Infantino, presidente da FIFA, anunciou o torneio durante a sua visita a República Democrática do Congo para celebrar o 80º aniversário do clube TP Mazembe, dizendo que os 20 melhores clubes da África deveriam ser escolhidos para participar de uma liga africana. Infantino disse que esta liga geraria receitas de US$ 100 milhões, tornando-a entre as dez melhores ligas do mundo, e revelou que estava lançando um apelo para arrecadar US$ 1 bilhão para dar a cada país africano um estádio de futebol que esteja em conformidade com as especificações da FIFA.
Em 17 de julho de 2021, o presidente da CAF, Patrice Motsepe, confirmou a implementação do projeto African Super League (Super Liga Africana) como um novo torneio conduzido pela CAF, com altos retornos financeiros para as partes envolvidas.  A Confederação Africana de Futebol lançou a competição em 10 de agosto de 2022 em Aruxa, Tanzânia, onde mais informações sobre a competição foram divulgadas.
Em 9 de junho de 2023, o presidente da CAF, Patrice Motsepe, anunciou a decisão de mudar o nome da African Super League para a African Football League durante uma entrevista ao beIN Sports, dizendo: "Nossos amigos na Europa nos aconselharam a não usar a expressão 'Super Liga' devido às associações negativas com a recente tentativa fracassada no futebol europeu".

## Formato
Detalhes sobre o formato da competição foram divulgados durante a cerimónia de lançamento:
- A competição contará com 24 clubes divididos em 3 grupos regionalizados (norte, centro/oeste, sul/leste) com 8 clubes por grupo e um máximo de 3 clubes por país;
- Os clubes serão de pelo menos 16 países, dessa forma representando aproximadamente 1 bilhão de pessoas;
- Terá a duração de 10 meses, de agosto a maio;
- A competição terá 197 jogos (com um máximo de 21 jogos feitos pelos finalistas) e decisões de promoção/rebaixamento.
- A final será feita em jogo único em estádio neutro, em um jogo que a CAF planeja que seja "o Super Bowl da África".

A edição de 2023 foi disputada como uma competição eliminatória de oito equipes, com quartas de final, semifinais e finais de ida e volta. O formato anunciado anteriormente será usado a partir da temporada de 2024–25.

## Distribuição monetária
O prêmio em dinheiro da primeira temporada foi anunciado em setembro de 2023 e é o seguinte:
- US$ 4.000.000 para o vencedor
- US$ 3.000.000 para o vice-campeão
- US$ 1.700.000 para cada um dos semifinalistas
- US$ 1.000.000 para cada um dos finalistas das quartas de final

## Resultados
| Temporada | Mandante                                     | Mandante          | Placar | Visitante         | Visitante     | Estádio         | Localização             | Público |
| Temporada | País                                         | Clube             | Placar | Clube             | País          | Estádio         | Localização             | Público |
| --------- | -------------------------------------------- | ----------------- | ------ | ----------------- | ------------- | --------------- | ----------------------- | ------- |
| 2023      | Marrocos                                     | Wydad Casablanca  | 2–1    | Mamelodi Sundowns | África do Sul | Mohammed V      | Casablanca, Marrocos    | 45.000  |
| 2023      | África do Sul                                | Mamelodi Sundowns | 2–0    | Wydad Casablanca  | Marrocos      | Loftus Versfeld | Pretória, África do Sul | 50.000  |
| 2023      | Mamelodi Sundowns venceu por 3–2 no agregado |                   |        |                   |               |                 |                         |         |

## Performances

### Por clube
| Clube             | Títulos | Vices | Temporadas campeão | Temporadas vice-campeão |
| ----------------- | ------- | ----- | ------------------ | ----------------------- |
| Mamelodi Sundowns | 1       | 0     | 2023               | —                       |
| Wydad Casablanca  | 0       | 1     | —                  | 2023                    |

### Por país
| País          | Títulos | Vices | Clubes campeões       | Clubes vice-campeões |
| ------------- | ------- | ----- | --------------------- | -------------------- |
| África do Sul | 1       | 0     | Mamelodi Sundowns (1) | —                    |
| Marrocos      | 0       | 1     | —                     | Wydad Casablanca (1) |